# Gabriele zu Leiningen
Gabriele Renate Inaara Prinzessin zu Leiningen (também conhecida como Gabriele Homey, mais tarde Gabriele Thyssen; Frankfurt am Main, 1 de abril de 1963) foi até o divórcio em 2014 mulher de Aga Khan IV, portando neste tempo o título Begum Aga Khan. Desde 15 de março de 2014 porta novamente seu nome primitivo, Princesa Gabriele zu Leiningen.

## Biografia
Nasceu em Frankfurt am Main em 1 de abril de 1963, filha de Renate Thyssen-Henne e Helmut Friedhelm Homey, batizada como Gabriele Renate Homey.